# Renate Preißhofen
Renate Preißhofen, geborene Jahn, zeitweise Kabus-Jahn, zeitweise Kabus-Preißhofen (* 7. Mai 1937 in Erfurt; † 9. September 1992 in Freiburg im Breisgau), war eine deutsche Klassische Archäologin.

## Leben

### Herkunft
Renate Preißhofen wurde als zweite Tochter des Architekten Kurt Jahn und seiner Ehefrau Irmgard, geb. Schöpmann, in Erfurt geboren.

### Werdegang
Renate Preißhofen besuchte Grundschulen in Weimar und Großkröbitz. Nach der Flucht der Familie nach Westdeutschland im Jahr 1948 besuchte sie das Realgymnasium in Darmstadt, an dem sie 1956 ihr Abitur ablegte. Anschließend studierte sie an der Universität München Klassische Archäologie mit einem weiteren Schwerpunkt auf Germanistik. Ihre akademischen Lehrer in München waren unter anderem der Klassische Archäologe Ernst Buschor, der Kunsthistoriker Hans Sedlmayr und der Literaturhistoriker Hermann Kunisch. Nach dem Wechsel an die Universität Wien besuchte sie Veranstaltungen des Klassischen Philologen Albin Lesky, des Althistorikers Fritz Schachermeyr und des Klassischen Archäologen Fritz Eichler. Ihr Studium beendete sie an der Universität Freiburg, wo sie u. a. bei dem Klassischen Archäologen Walter-Herwig Schuchhardt und dem Althistoriker Herbert Nesselhauf hörte. Ende 1962 wurde sie in Freiburg bei Schuchhardt mit dem Thema Studien zu Frauenfiguren des vierten Jahrhunderts vor Christus promoviert.
Nach Schuchhardts überraschendem Tod 1976 sichtete sie dessen Forschungsunterlagen und ermöglichte durch ihre Arbeit die postume Veröffentlichung von Schuchhardts Alkamenes.
1978 erhielt sie einen Lehrauftrag an der Universität Freiburg. 1986 habilitierte sie sich dort für das Fach Klassische Archäologie mit dem Thema Die hellenistische Plastik der Insel Kos. Anschließend wurde sie Privatdozentin und erhielt die Lehrberechtigung für Klassische Archäologie. Von 1987 bis 1989 war sie wissenschaftliche Angestellte im Rahmen eines DFG-Projekts zu den römischen Kopien nach Werken des Praxiteles.
Im Sommersemester 1988 vertrat sie den Freiburger Lehrstuhl für Klassische Archäologie, wofür sie ihre Untersuchungen des Apollon Sauroktonos unterbrechen musste. Hierdurch konnte ihre DFG-Finanzierung verlängert werden. Im Wintersemester 1989/90 vertrat sie den Lehrstuhl für Klassische Archäologie an der Universität München, wo sie eine Vorlesung zu Praxiteles hielt. Im Dezember 1990 lieferte sie den Abschlussbericht zum DFG-Projekt. Eigentlich sollte sie bis Herbst 1991 ein druckfertiges Manuskript zum Antrag einreichen, wurde aber durch private Schicksalsschläge gebremst. Die schwere Erkrankung ihrer Schwester und die eigene Erkrankung beendeten ihre Forschungstätigkeit. Bei ihr wurde ein Tumor diagnostiziert, der nicht operiert werden konnte und sie letztendlich entkräftete. Kurz vor ihrem Tode 1992 wurde sie zur außerplanmäßigen Professorin an der Universität Freiburg ernannt.
Ihr Forschungsgebiet war die griechische Plastik.

### Familie
Im April 1963 heiratete sie den Arzt Kai Kabus und führte ab da an einen Doppelnamen. Ihre Tochter ist die Autorin Christine Kabus. In zweiter Ehe war sie mit dem Klassischen Philologen und Archäologen Felix Preißhofen verheiratet.

## Veröffentlichungen (Auswahl)
- Studien zu Frauenfiguren des vierten Jahrhunderts vor Christus. Darmstädter Echo, Darmstadt 1963 (Dissertation, mit Lebenslauf).
- Die Grimanische Figurengruppe in Venedig (= Antike Plastik. Lieferung 11). Gebr. Mann, Berlin 1972, ISBN 3-7861-2180-X.
- Der „Betende Knabe“ in Berlin. Schicksal einer antiken Großbronze und das Problem ihrer Deutung. In: Archäologischer Anzeiger, 1988, S. 677–699.
- Die hellenistische Plastik der Insel Kos (= Mitteilungen des Deutschen Archäologischen Instituts, Athenische Abteilung. Beiheft 14). Gebr. Mann, Berlin 1989, ISBN 3-7861-1521-4 (Habilitationsschrift).
- Der Apollon Sauroktonos des Praxiteles. In: Adolf Borbein (Hrsg.): Antike Plastik. Lieferung 28. Hirmer, München 2002, S. 41–115.